# La Vila (la Vall de Bianya)
La Vila és masia de la Vall de Bianya (Garrotxa) inclosa a l'Inventari del Patrimoni Arquitectònic de Catalunya.

## Descripció
És un gran casal de planta rectangular i teulat a dues aigües, amb els vessants vers les façanes laterals. Va ser fortificada amb una torre de base rectangular, ubicada a l'angle de les façanes de migdia i llevant; disposa de tres pisos i teulat a dues aigües. El mas va ser bastit amb carreus grans i ben escairats per als cantoner i obertures; disposa de baixos, planta noble, pis i golfes. Cal remarcar la galeria de la façana de migdia, formada per quatre arcades sostingudes per pilars i capitells tallats, característics de la vall bianyenca. A l'extrem de migjorn, allà on precisament s'uneix amb la torre defensiva hi ha ubicada la capella familiar.
Té diverses llindes. La inscripció de la que hi ha a la porta de la galeria porxada diu "17 IHS 38". La de la porta principal (malmesa) indica "IHS / 16 (creu) ?? / PERE BILA". La dels balcons porta escrit "1801 i PERE BILA / 1792". Finalment, la de la finestra diu "1784".
Davant del casal de la Vila hi ha una àmplia pallissa de planta rectangular i teulat a dues aigües, sostingut per bigues de fusta, cairats, llates i les teules col·locades a salt de garsa. Davant, l'era, té una considerable grandària. Disposa de baixos i pis, amb doble badiu i accés exterior per escala de pedra. Una de les bigues té gravada la data "1625".

## Història
La Vila, juntament amb la Torre (llar de la nissaga dels Corona), la desapareguda "forcia" dels Bianya a Sant Pere i el Molí d'en Solà, eren les cases que senyorejaven aquesta vall. La Vila va ser bastida en temps medievals i es va anar ampliant i fortificant a mesura que avançaven els segles. Així veiem a les llindes dates dels segles XVII-XVIII i XIX. Com tot mas important, va disposar de nombroses cabanes i d'un molí propi al costat de la riera de Santa Margalida.